# Portalada al carrer de Santa Anna, 1 (Reus)
La Portalada al carrer de santa Anna, 1, és un portal del municipi de Reus (Baix Camp) inclòs en l'Inventari del Patrimoni Arquitectònic de Catalunya com a Bé Cultural d'Interès Local.

## Descripció
És la porta d'entrada d'un habitatge. Es tracta d'un arc de mig punt una mica rebaixat fet de pedra deixada a la vista. A la clau hi ha un escut gravat en relleu. A la línia d'imposta hi ha unes motllures llises. La façana està arrebossada d'un color més fosc. A sobre de la portada hi ha una finestra petita, quadrada i amb muntants i llinda de pedra vista. La porta pròpiament dita és actualment de xapa metàl·lica. La zona de l'arc és avui cega. A la línia d'imposta hi ha una sanefa de ferro forjat amb motius ondulants.

## Història
El carrer de santa Anna és la continuació septentrional del carrer de la Presó, a partir dels Quatre Cantons. Va començar a existir a últims del segle xv, en obrir-se una porta a la muralla.